# Xanthorhoe saturata
Xanthorhoe saturata là một loài bướm đêm trong họ Geometridae.